# Memory Alpha
Memory Alpha és una wiki enciclopèdia per a temes relacionats amb l'univers de ficció Star Trek. Creat per Harry Doddema i Dan Carlson, utilitza el model wiki i està allotjat per  Fandom al programari MediaWiki. Pel setembre de 2023, Memory Alpha Memory Alpha conté més de 56.000 articles i 62.000 imatges a la seva edició en anglès. El lloc també està disponible en altres idiomes.

## Història
El 1995, Dan Carlson va crear una base de dades de naus estel·lars Star Trek anomenada Starfleet Ship Registry. L'any 2000, havia ampliat l'abast de la base de dades i la va rebatejar com a Base de dades de referència de la Flota Estel·lar, incloent-la com una de les cinc seccions bàsiques del seu lloc web recentment llançat The Gigantic Collection of Star Trek Minutiae.
A la tardor de 2003, Harry Doddema va proposar la creació d'una wiki de Star Trek en una publicació als Fòrums de Ciència Ficció de Flare. A Carlson li va interessar el concepte i tots dos es van posar a treballar. Utilitzant la base de dades de referència de la Flota Estel·lar com a marc, van anomenar el projecte Memory Alpha, per la biblioteca central de la Federació de l'episodi de TOS "Els llums de Zetar". Memory Alpha es va llançar oficialment el 5 de desembre de 2003, com una secció del lloc web Star Trek Minutiae.
L'abril de 2004, es va llançar Memory Alpha com a lloc web propi. El febrer de 2005, Memory Alpha es va unir a Wikicities (ara coneguda com Fandom). Al setembre, era el projecte més gran de Viquicities i un centre referencial per a Trekkies. Aquell mes,  Memory Alpha va rebre el premi Ex Astris Excellentia d'Ex Astris Scientia, un lloc de referència de Star Trek. El lloc es va presentar com el Lloc de la Setmana del Sci-Fi Channel per la setmana del 10 d'octubre.
El bloguer Will Richardson va considerar el lloc "un dels [wikis] més impressionants que hi ha." El 5 d'octubre de 2006, Memory Alpha havia arribat a la marca dels 20.000 articles. El 20 de juny de 2007, Memory Alpha va arribar als 25.000 articles.
El 2007, Entertainment Weekly va nomenar Memory Alpha un dels 25 llocs de fans essencials. Simon Pegg, actor i guionista de Star Trek Beyond, va utilitzar Memory Alpha com a recurs en el procés d'escriptura de la pel·lícula, fins i tot demanant als fundadors de la comunitat el nom i l'etimologia de vokaya, un mineral vulcanià que permet a Spock localitzar Nyota Uhura. Star Trek: Discovery's showrunners have described Memory Alpha as "an amazing resource."